# Pegoscapus obscurus
Pegoscapus obscurus is een vliesvleugelig insect uit de familie vijgenwespen (Agaonidae). De wetenschappelijke naam is voor het eerst geldig gepubliceerd in 1890 door Kirby.